# Bellebrune
 Bellebrune  (ndl.: "Bellebronne") ist eine französische Gemeinde mit 429 Einwohnern (Stand 1. Januar 2022) im Département Pas-de-Calais in der Region Hauts-de-France. Sie gehört zum Arrondissement Boulogne-sur-Mer und zum Kanton Desvres.
Bellebrune Mairie.jpg

## Lage
Die Gemeinde Bellebrune liegt im Regionalen Naturpark Caps et Marais d’Opale, zwölf Kilometer östlich der Küstenstadt Boulogne-sur-Mer. Durch das Gemeindegebiet von Bellebrune führt die teilweise autobahnartig ausgebaute RN 14. Nachbargemeinden von Bellebrune sind Colembert im Norden, Le Wast im Nordosten, Alincthun im Südosten, Crémarest im Süden, La Capelle-lès-Boulogne und Baincthun im Südwesten sowie Belle-et-Houllefort im Nordwesten.

## Bevölkerungsentwicklung
| Jahr                       | 1962 | 1968 | 1975 | 1982 | 1990 | 1999 | 2006 | 2014 | 2022 |
| Einwohner                  | 161  | 150  | 158  | 171  | 179  | 246  | 327  | 366  | 429  |
| Quellen: Cassini und INSEE |      |      |      |      |      |      |      |      |      |

## Sehenswürdigkeiten
- Kirche Saint-Leu
- Schloss La Villeneuve (Fassade und Dach als Monument historique)

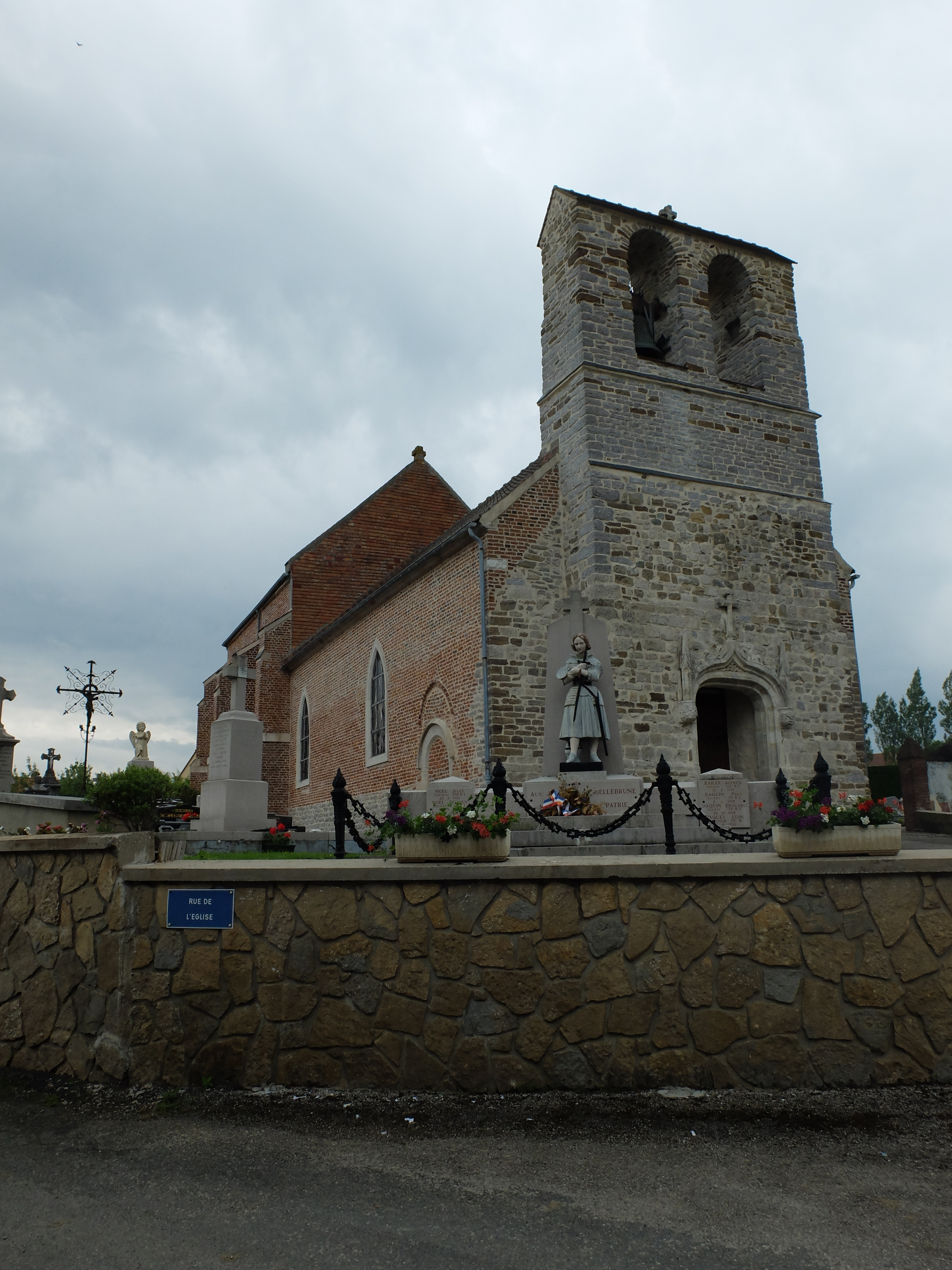
Kirche Saint-Leu
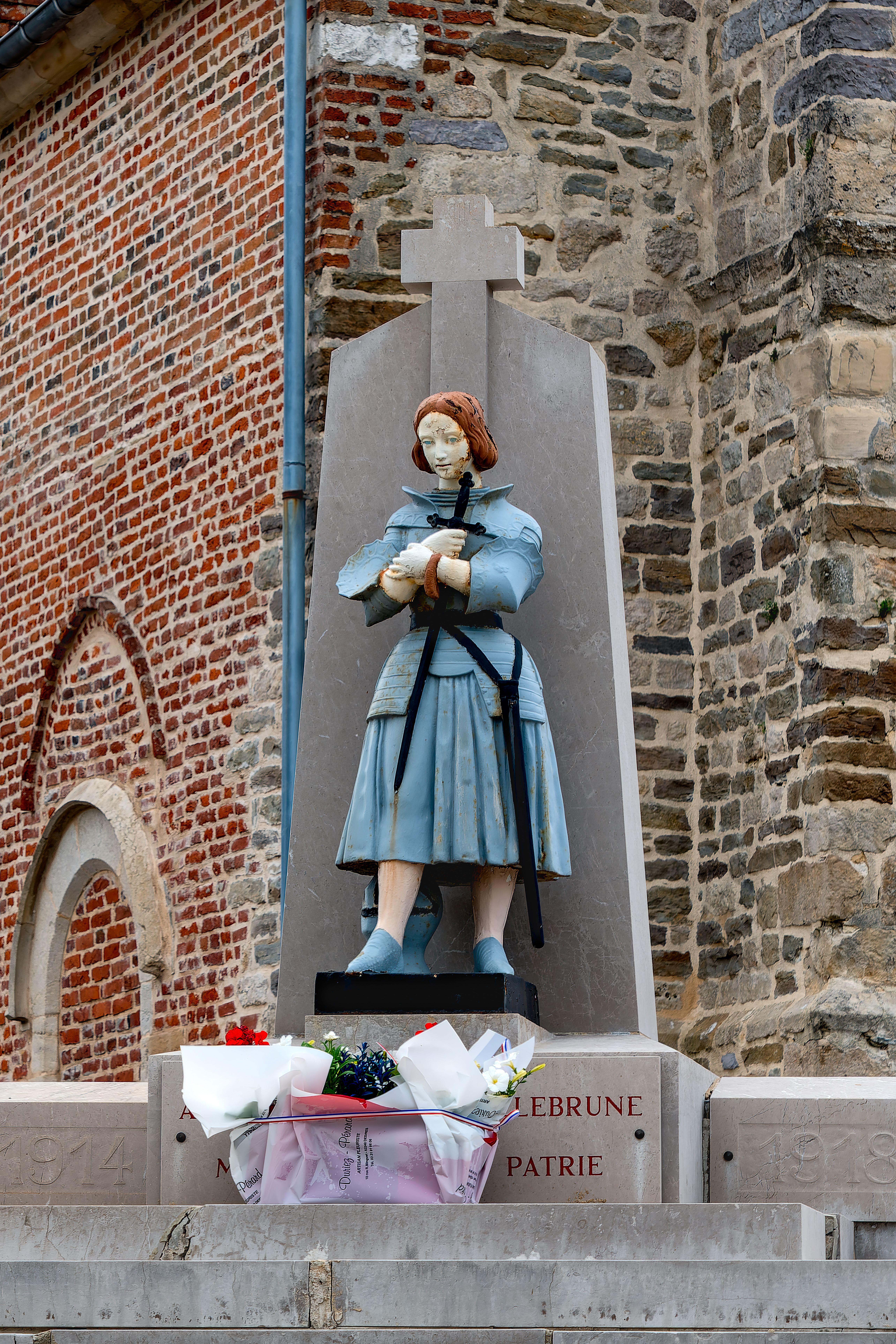
Gefallenendenkmal